# District d'Hérens
Pour les articles homonymes, voir Hérens.
Le district d'Hérens, dont Vex est le chef-lieu, est un des treize districts du canton du Valais en Suisse.

## Géographie
À l'exception de la commune d'Ayent, sise sur la rive droite du Rhône, les autres communes couvrent l'ensemble du val d'Hérens sur la rive gauche.

## Liste des communes
Voici la liste des communes composant le district avec, pour chacune, sa population.
| Nom          | N° OFS | Population (décembre 2022) |
| ------------ | ------ | -------------------------- |
| Ayent        | 6082   | +004 247,                  |
| Evolène      | 6083   | +001 655,                  |
| Hérémence    | 6084   | +001 488,                  |
| Saint-Martin | 6087   | +000832,                   |
| Vex          | 6089   | +001 854,                  |
| Mont-Noble   | 6090   | +001 112,                  |
| Total        | Total  | +011 188,                  |

## Fusions
Depuis le 1er janvier 2011, le district ne compte plus que 7 communes car celles de Nax, Mase et Vernamiège ont fusionné au sein de Mont-Noble. Le 1er janvier 2017, Les Agettes a fusionné avec Sion et a été de facto rattaché au district de Sion.

## Héraldique
| Blason | Blasonnement : « D'azur au bélier d’argent accorné d’or, passant sur un mont à trois coupeaux de sinople et surmonté de deux étoiles à six rais d’or dans les cantons du chef. » |